# Provinz Chlef
Die Provinz Chlef (arabisch ولاية الشلف, DMG Wilāyat aš-Šalif, tamazight ⴰⴳⴻⵣⴷⵓ ⵏ ⵛⵛⵍⴻⴼ Agezdu n Cclef; auch Schalif) ist eine Provinz (wilaya) im nordwestlichen Algerien.
Die Provinz liegt an der Mittelmeerküste westlich von Algier und umfasst eine Fläche von 4440 km².
Rund 1.003.000 Menschen (Schätzung 2006) bewohnen die Provinz, die Bevölkerungsdichte beträgt somit rund 226 Einwohnern pro Quadratkilometer.
Hauptstadt der Provinz ist Chlef, auch Ech Cheliff oder früher Orléansville genannt, daneben ist noch Chettia von Bedeutung.